# Sindrome di Kienböck
La  sindrome di Kienböck è una rara osteocondrosi caratterizzata da necrosi dell'osso semilunare, la causa non è ancora stata scoperta.

## Storia
Il nome della malattia è dovuto al suo scopritore, l'austriaco Robert Kienböck (11 gennaio 1871 - 8 settembre 1953).

## Epidemiologia
Colpisce prevalentemente i maschi in età adulta, la sua insorgenza aumenta nel secondo decennio fino al quarto, in cui inizia una diminuzione degli eventi registrati. La mano interessata è quella dominante, un lavoro abitudinario con una maggiore presenza di manualità pesante costituisce un fattore di rischio. Raramente si manifesta in maniera bilaterale.

## Esami
La radiografia può essere utile solo nello stato avanzato, mentre una diagnosi più veloce può essere effettuata tramite risonanza magnetica e tomografia computerizzata

## Trattamento
Dato che il problema principale è dato l'elevata pressione sul semilunare, occorre operare chirurgicamente sul radio o sull'ulna. Altri interventi possibili sono la rivascolarizzazione del semilunare, resezione e artrodesi (intercarpale o nei casi peggiori totale del polso).